# مونتيركي
مونتيركي هي كومونا تقع في مقاطعة أرتسة، تسكانة، إيطاليا. يبلغ عدد سكانها حوالي 1742 نسمة.